# Michelle McCool
Michelle Leigh Calaway (* 25. Januar 1980 in Palatka, Florida als Michelle Leigh McCool) ist eine ehemalige US-amerikanische Wrestlerin, die unter dem Ringnamen Michelle McCool bei der Wrestling-Promotion WWE auftrat. Ihr größter Erfolg war der zweifache Erhalt der WWE Women’s Championship und der WWE Divas Championship.

## Biografie

### Frühes Leben
McCool spielte Softball vor und während ihrer Zeit auf der High School. Auf dem Pasco-Hernando Community College war sie zudem im Baseball aktiv. Anschließend erlangte McCool den Master-Abschluss in Educational leadership an der Florida State University. Bevor sie ihre Wrestling-Karriere begann, unterrichtete sie vier Jahre lang die 7. Jahrgangsstufe in Naturwissenschaften auf einer Schule in Palatka, Florida. Sie nahm weiterhin an mehreren Fitness-Wettbewerben des National Physique Committee teil.

### World Wrestling Entertainment
McCool begann ihre Karriere bei WWE als Teilnehmerin des WWE Diva Search im Jahr 2004, wobei sie gemäß Storyline gegen Christy Hemme verlieren musste. Sie unterzeichnete im November 2004 einen Dreijahresvertrag und gab kurz darauf bei der WWE-Fernsehserie SmackDown ihr Debüt. McCool wurde Ende 2005 zur WWE-Aufbauliga DSW versetzt, um dort ihr Training fortzusetzen. Nach kurzer Wrestling-Pause ging sie zur Nachwuchsliga OVW.

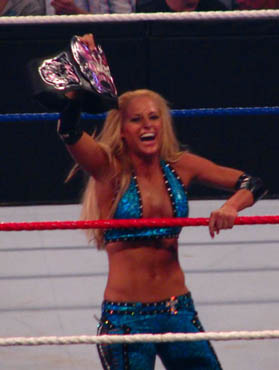
McCool ist die erste und zweifache WWE Divas Champion

McCool kehrte am 2. Juni 2006 zu SmackDown! zurück. Man erlaubte ihr, am 28. Juli 2006 ihr erstes Solo-Match bei SmackDown! gegen Jillian Hall zu gewinnen. Wenig später erhielt McCool die Rolle als Valet für das Tag Team von K. C. James und Idol Stevens. Es folgte eine kurze Fehde gegen Victoria. Am 20. Juli 2008 durfte sie den WWE Divas Champion-Titel gegen Natalya gewinnen, nachdem sie zuvor Victoria, Eve Torres, Maryse und Cherry im WWE Divas Championship-Turnierfinale überwinden durfte.

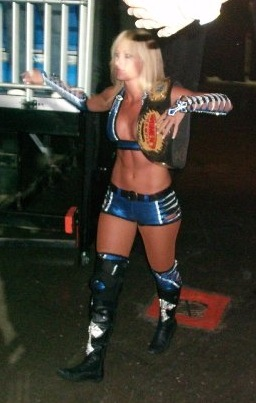
Zudem hielt McCool zweimal die WWE Women’s Championship und ist insgesamt eine vierfache World Champion

Am 26. Dezember 2008 musste McCool den Titel an Maryse Ouellet abgeben. Bei The Bash am 28. Juni 2009 durfte sie die WWE Women’s Championship von Melina gewinnen. Somit wurde sie zur ersten WWE-Diva, die beide Frauen-Titel führen durfte. Ab November 2009 bildete sie zusammen mit Layla ein Tag-Team namens Lay-Cool. Bei der Pay-Per-View-Veranstaltung Royal Rumble musste sie den Titel an Mickie James verlieren, durfte ihn sich aber wieder zurückholen. Nach 61 Tagen musste sie den Titel am 25. April 2010 bei der Großveranstaltung Extreme Rules an Beth Phoenix abgeben. Am 14. Mai 2010 durfte ihre Partnerin Layla Beth Phoenix den WWE Women’s Champion-Titel in einem 2-on-1 Handicap Match abnehmen. Beide hielten den Titel anschließend inoffiziell zusammen. Bei der Titelvereinigung mit der WWE Divas Championship trat McCool für das Team an und besiegte Melina, wodurch sie zum zweiten Mal Divas Champion wurde. Sie musste ihn beim PPV Survivor Series 2010 an Natalya abgeben.
Bei Extreme Rules 2011 verlor sie ein Loser Leaves WWE-Match gegen ihre ehemalige Partnerin Layla. Später bestätigte McCool via Twitter, dass dies keine Storyline ist und sie damit ihre Karriere beendet. McCool erlitt mehrere Verletzungen während ihrer Arbeit als Wrestlerin, darunter einen Nasenbeinbruch, zwei gebrochene Rippen und ein gebrochenes Brustbein, wodurch zweimal ein Aufenthalt im Krankenhaus erfolgte.
Sie kehrte beim Royal Rumble 2023 zurück und nahm beim Women’s Royal Rumble Match teil.

### Außerhalb des Wrestlings
McCool war mit Jeremy Alexander verheiratet, im Jahr 2006 erfolgte die Scheidung. Im Juni 2010 heiratete sie nach drei Jahren Beziehung den Wrestler Mark William Calaway alias The Undertaker.
Vom 5. bis zum 9. November 2007 nahm McCool an fünf Episoden der Fernsehserie Family Feud mit zahlreichen anderen WWE-Wrestlern teil. Sie erschien ebenso am 6. Februar 2008 in einer Episode von Project Runway zusammen mit Maria Kanellis, Candice Michelle, Torrie Wilson, Kristal Marshall, und Layla El. Am 3. Juni 2008 war sie in der Sportsendung Best Damn Sports Show Period mit John Cena zu sehen. Zusätzlich erschien McCool 2009 zusammen mit Eve Torres und Maryse Ouellet in der Januar-Ausgabe der Zeitschrift Muscle & Fitness.

## Titel und Auszeichnungen

### Titel
- 2× WWE Divas Champion (erste Titelträgerin)
- 2× WWE Women’s Champion

### Auszeichnungen
- 2008: SmackDown Diva Competition Siegerin
- 2010: Platz 1 der Top 50 Wrestler im PWI Female 50
- 2025: Aufnahme in die WWE Hall of Fame